# Feo Belcari
Feo Belcari (Florence, v. 1410 - 1484) est un écrivain italien du XVe siècle qui fit partie de l'entourage de Laurent le magnifique.

## Biographie
Feo Belcari occupera plusieurs charges publiques ; on l'élit notamment prieur en 1454.

## Ses œuvres
Les œuvres de Feo Belcari témoignent d'un profond zèle religieux. Il est l'auteur d'hymnes, de laudes, de traductions d'œuvres de dévotion en latin, mais surtout d'une Vita del beato Giovanni Colombini composée en 1449 et de plusieurs sacre rappresentazioni (représentations sacrées très proches des mystères) comme Di Santo Giovanni Battista quando andò nel deserto, antérieure à 1470 et Dell’Annunciazione di Nostra Donna rédigée en 1471.
Cependant, c'est la Rappresentazione di Abramo e Isacco (La représentation d'Abraham et d'Isaac) qui restera la plus célèbre. Composée aux alentours de 1440, représentée en 1449, cette pièce n'a pour décor que deux lieux distincts : le seuil de la maison d'Abraham et de sa femme Sarah, et le lieu du sacrifice d'Isaac. Après un exorde au cours duquel un ange expose l'argument, l'action se déroule de façon linéaire selon le récit biblique, jusqu'à l'heureux dénouement du sacrifice d'Isaac.